# Catherine Zask
Pour les articles homonymes, voir Zask.
Catherine Zask, née le 19 avril 1961 à Paris, est une graphiste, typographe et artiste française.

## Biographie
Diplômée de l’ESAG Penninghen en 1984, elle s’installe à son compte en 1985. Elle a été pensionnaire de la Villa Médicis, Académie de France à Rome, en 1993-1994.
Elle travaille avec des institutions culturelles et des entreprises du secteur privé dont elle conçoit l’identité visuelle et l’ensemble du matériel de communication, la plupart du temps dans le cadre de collaborations à long terme. Parmi elles : l'université de Franche-Comté, la Société civile des auteurs multimédia (SCAM), L’Hippodrome scène nationale de Douai, le ministère de la Culture, l'université Paris Diderot, Hermès, Bernadet Construction, Groupe-6, l'École supérieure des beaux-arts de Nantes Saint-Nazaire, etc.
Depuis 1985, Zask travaille simultanément, hors commande, en utilisant parfois la lettre comme moyen. Elle a créé Alfabetempo en 1993, lors de son séjour à la Villa Médicis. Ce travail est le prolongement d’une recherche engagée dix ans auparavant autour du tracé, du signe, de l’écriture. Alfabetempo, Alcibiade, Gribouillis, Radiographies de pensées, Sismozask, Cousu-Zask, The Iris Project, Happy Dots, Splashs… sont des projets menés actuellement, mêlant écriture, dessins, films, photographies.
Elle a enseigné à l'École de communication visuelle (ECV) en 1989-1990, et à l'École d'art de Besançon en 1992-1993.
Une exposition rétrospective (« Zask’s the question ») a eu lieu à la Galerie Anatome en 2004 ; au Museum für Gestaltung Zürich en 2005 ; à la Galerie Artazart (« Kaléidozask ») en 2006 ; au Design Center of the Czech Republic (« CZ in CZ ») de Brno en 2006 ; de Prague en 2007.
Catherine Zask a reçu le grand prix de la 20e Biennale internationale de design graphique de Brno en 2002. Elle est membre de l’Alliance graphique internationale.

## Expositions

### Expositions individuelles
- 2007 : « CZ in CZ »[4], Design Centre of the Czech Republic, Prague
- 2006 : Design Centre of the Czech Republic[5], Brno
- 2006 : « Kaléidozask », Artazart, Paris
- 2006 : « 9 saisons d’affiches », L’Hippodrome scène nationale de Douai
- 2005 : Museum für Gestaltung Zürich[3] – curator Félix Studinka
- 2004 : « Zask’s the Question »[2], Galerie Anatome, Paris
- 1991 : « L’identité visuelle de l’université de Franche-Comté », École d’art de Besançon
- 1991 : vitrine de la Librairie la Hune, Paris
- 1991 : Salon Exempla’91 — Schrift-Satz-Buch-Druck, Munich
- 1991 : « La commande publique », six années de création graphique pour l’université de Franche-Comté, CCI, Centre Georges-Pompidou, Paris
- 1988 : Galerie Equinox, Paris

### Expositions collectives
Catherine Zask a participé à de nombreuses expositions collectives, dans le monde entier : 
- Europe : France, Allemagne, Royaume-Uni, Suisse, Finlande, République tchèque, Croatie, Russie
- Japon, Chine, Inde, Corée du Sud, Iran, États-Unis

## Collections publiques
- Sammlung Grafikdesign, Staatliche Museen zu Berlin, Kunstbibliothek
- Bibliothèque nationale de France, Paris
- Lahti Art Museum, Finlande
- Les Silos, Maison du livre et de l’affiche, Chaumont
- Moravská galerie, Brno, République tchèque
- Musée de la Poste, Paris
- Musée de la Publicité, Palais du Louvre, Paris
- Museum für Gestaltung[3], Zurich
- Museum of Modern Art, Toyama, Japon
- PAN Plakatsammlung im Kunstforum Niederrhein, Emmerich, Allemagne
- Musée d'art contemporain de Téhéran, Iran

## Prix et distinctions
- 2010 : chevalier de l'ordre des Arts et des Lettres[7]
- 2006 : lauréate du concours d’affiches « Concert sauvage » organisé par Die Neue Sammlung State Museum of Applied Arts and Design, Munich[8]
- 2006 : Golden Bee Award – 7e Golden Bee biennale[9], Moscou
- 2004 : Golden Bee Award – 6e Golden Bee biennale[10], Moscou
- 2003 : Prix spécial du jury au First China International Poster Biennial[11]
- 2002 : Grand Prix – 20e Biennale internationale de design graphique de Brno[5], République tchèque
- 2001 : Bourse du Fiacre, Allocation de recherche pour le projet « Radiographies de pensées »
- 1997 : Membre de l'Alliance graphique internationale (AGI)[6]
- 1996 : Lauréate du Third Crane European Letterhead Competition
- 1993-1994 : Pensionnaire de la Villa Médicis (Académie de France à Rome)
- 1989 : Dragon d'or de l'ESAG (prix Met de Penninghen)[1]
- 1988 : Typography Excellence Award au type directors Club, New York